# Pepe Martí
Pepe Martí, all'anagrafe Josep Maria Martí Sobrepera (Barcellona, 13 giugno 2005) è un pilota automobilistico spagnolo.

## Carriera

### Gli inizi tra kart e Formula 4
Martí, nel 2016 al età di undici anni inizia a correre in kart, il suo primo titolo arriva nel 2019 con la vittoria del campionato spagnolo di karting nella categoria Junior guidando per il team di Fernando Alonso. Lo stesso anno ha ottenuto il quarto posto nel Campionato del Mondo CIK-FIA classe OKJ. 
Martí, dopo un altro anno nel kart, debutta in monoposto nel gennaio del 2021, insieme al tema Xcel Motorsport partecipa alla Formula 4 degli Emirati Arabi Uniti. Dopo aver conquistato tre podi conquista la sua prima vittoria sul Circuito di Yas Marina battendo Enzo Trulli e Dilano van't Hoff. Nel resto della stagione si unisce al team Campos Racing per correre nella Formula 4 spagnola. La stagione risulta positiva, conquista due vittorie sul Circuito di Aragón e altri sette podi che portano Martí al terzo posto in classifica dietro a van't Hoff e Sebastian Øgaard.

### Formula Regional
Nel 2022 Martí partecipa alla Formula Regional Asia con il team Pinnacle Motorsport insieme al rivale Dilano van't Hoff. La stagione va più che bene, lo spagnolo però non raggiunge la vittoria, ma grazie alla costanza di risultati e cinque podi chiude primo nella classifica riservata ai Rookie e secondo in quella generale dietro al pilota della Ferrari Driver Academy, Arthur Leclerc. 
L'anno seguente si iscrive di nuovo alla serie, rinominata Formula Regional Middle East, partecipando part-time con il team VAR supportato da Pinnacle Motorsport. Nella seconda gara di Dubai ottiene la sua prima vittoria nella serie davanti al connazionale Lorenzo Fluxá e Taylor Barnard. Il pilota spagnolo si ripete vincendo la seconda gara del ultimo round a Yas Marina. Chiude la stagione al settimo posto per avendo saltato tre gare.

### Formula 3

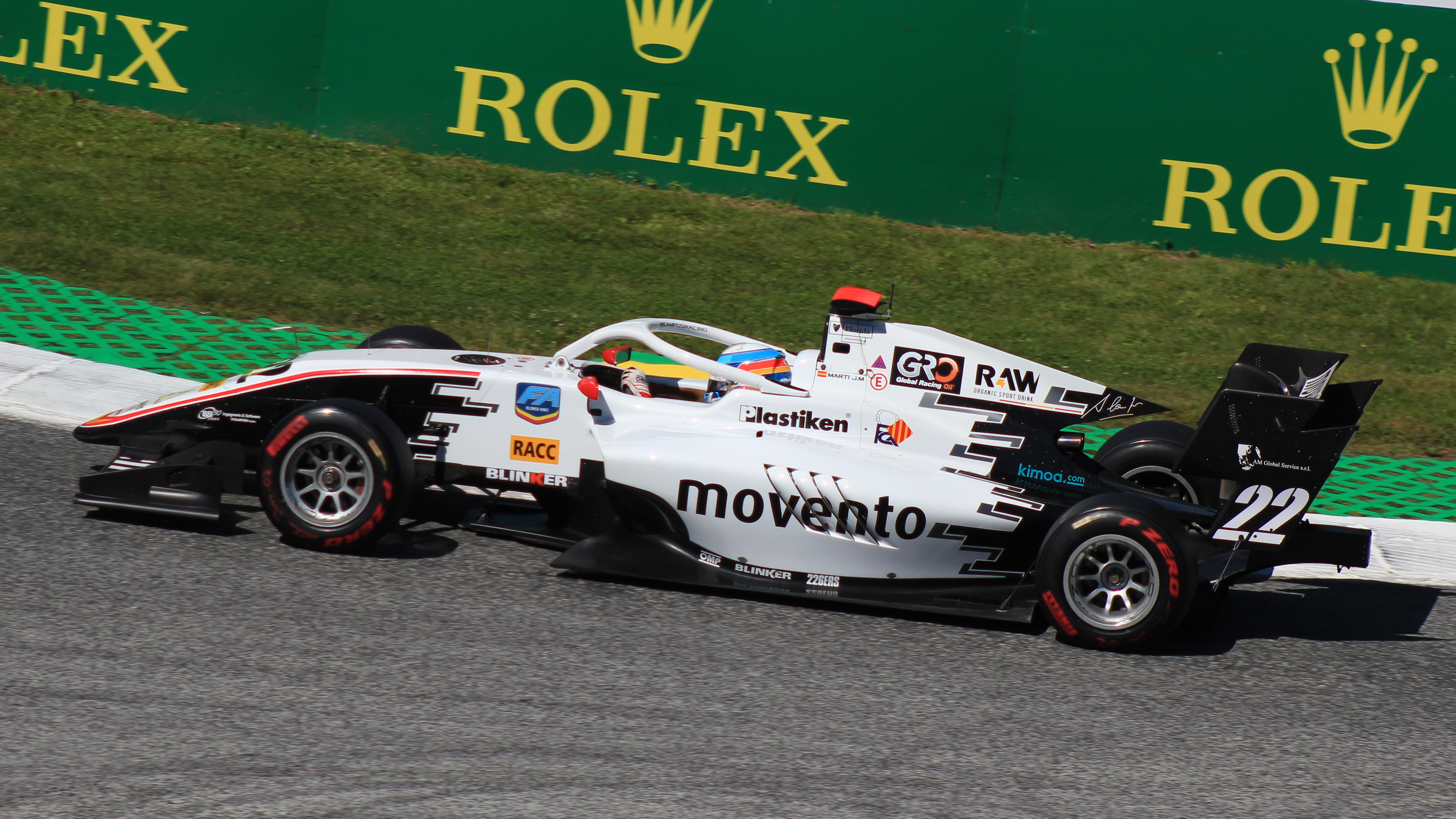
Pepe Martí sulla Dallara F3 2019 del team Campos Racing nel 2022

A fine gennaio il team Campos Racing annuncia Martí per la stagione 2022 di Formula 3. La stagione nel nuovo campionato si dimostra molto difficile per il pilota spagnolo, che chiude in zona punti in una solo occasione, arrivando nono nella Sprint Race di Monza. Martí chiude la stagione con soli due punti ottenuti. Lo stesso anno prende parte alle due gare di Zandvoort del Masters Endurance Legends, Martí, con la Norma M30 ottiene la vittoria di classe. 
Per il 2023 Martí viene confermato in Formula 3 dal team spagnolo. Nella prima gara stagionale in Bahrain il pilota spagnolo ottiene la sua prima vittoria nella serie. Si ripete vincendo anche gara-1 a Montecarlo davanti all'italiano Leonardo Fornaroli. La sua terza vittoria stagionale arriva in gara-2 a Barcellona dopo essere partito dalla pole, mentre a Silverstone ottiene il terzo posto dietro Oliver Goethe e Leonardo Fornaroli. La sua seconda stagione in Formula 3 risulta molto positiva rispetto alla precedente, Martí chiude al quinto posto in classifica con 105 punti guadagnati e tre vittorie all'attivo. Nel novembre del 2023 prende parte al Gran Premio di Macao sempre con il team spagnolo.

### Formula 2

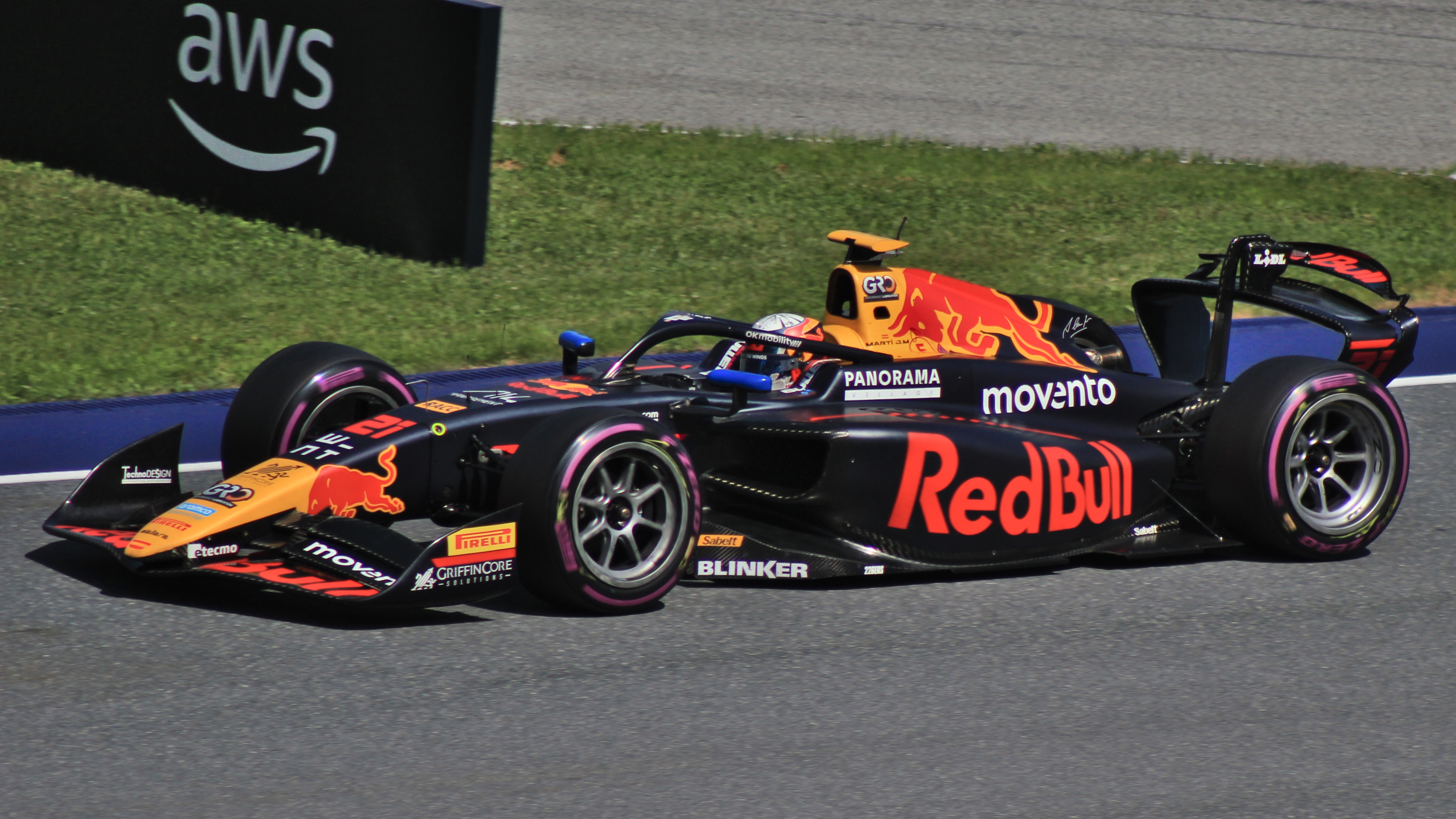
Pepe Martí nel 2024 durante la stagione di F2.

Il 1º settembre 2023, visti anche gli ottimi risultati in Formula 3, Martí entra nel programma Red Bull Junior Team. Per la stagione 2024, sale di categoria, correndo in Formula 2, sempre con il team Campos Racing. Al debutto nella categoria, a Sakhir, va a podio in entrambe le gare chiudendo la Sprint Race in terza posizione e la Feature Race in seconda posizione. Dopo diverse gara deludenti torna a podio arrivando secondo dietro Oliver Bearman nella Sprint Race di Spielberg.
Nel 2025 viene confermato con il team Campos, facendo coppia con il suo compagno di Academy Arvid Linblad. A Sakhir, nella Sprint Race ottiene la sua seconda vittoria nella categoria.  Il weekend successivo, sempre nella Sprint  ottiene il secondo posto dietro al suo compagno di team.

## Risultati

### Riassunto della carriera
| Stagione | Serie                             | Team                    | Gare | Vittorie | Pole | G/V | Podi | Punti | Pos. |
| -------- | --------------------------------- | ----------------------- | ---- | -------- | ---- | --- | ---- | ----- | ---- |
| 2021     | Formula 4 degli EAU               | Xcel Motorsport         | 19   | 1        | 1    | 0   | 4    | 135   | 7º   |
| 2021     | Formula 4 spagnola                | Campos Racing           | 21   | 2        | 3    | 4   | 9    | 196   | 3º   |
| 2022     | Formula Regional Asia             | Pinnacle Motorsport     | 15   | 0        | 0    | 2   | 5    | 158   | 2º   |
| 2022     | Formula 3                         | Campos Racing           | 18   | 0        | 0    | 0   | 0    | 2     | 25°  |
| 2022     | Masters Endurance Legends - G2/P3 | Duqueine                | 2    | 2        | 2    | 2   | 2    | 15    | 6º   |
| 2023     | Formula Regional Middle East      | VAR-Pinnacle Motorsport | 12   | 2        | 0    | 0   | 2    | 79    | 7º   |
| 2023     | Formula 3                         | Campos Racing           | 18   | 3        | 2    | 2   | 4    | 105   | 5º   |
| 2024     | Formula 2                         | Campos Racing           | 28   | 1        | 0    | 0   | 4    | 62    | 14°  |

* Stagione in corso.

### Risultati in Formula Regional Asia / Middle East
(legenda) (Le gare in grassetto indicano la pole position) (Le gare in corsivo indicano Gpv)
| Stagione | Squadra                 | 1   | 2   | 3   | 4   | 5   | 6   | 7   | 8   | 9   | 10  | 11  | 12  | 13  | 14  | 15  | Punti | Pos. |
| -------- | ----------------------- | --- | --- | --- | --- | --- | --- | --- | --- | --- | --- | --- | --- | --- | --- | --- | ----- | ---- |
| 2022     | Pinnacle Motorsport     | ABU | ABU | ABU | DUB | DUB | DUB | DUB | DUB | DUB | DUB | DUB | DUB | ABU | ABU | ABU | 158   | 2º   |
| 2022     | Pinnacle Motorsport     | Rit | Rit | 4   | 2   | 7   | 2   | 4   | 4   | 2   | 3   | 4   | 3   | 12  | 4   | 6   | 158   | 2º   |
| 2023     | VAR-Pinnacle Motorsport | DUB | DUB | DUB | KMT | KMT | KMT | KMT | KMT | KMT | DUB | DUB | DUB | ABU | ABU | ABU | 79    | 7º   |
| 2023     | VAR-Pinnacle Motorsport | 14  | 9   | 6   | DN  | 10  | 6   |     |     |     | 10  | 1   | 11  | 6   | 1   | 10  | 79    | 7º   |

### Risultati in Formula 3
(legenda) (Le gare in grassetto indicano la pole position) (Le gare in corsivo indicano Gpv)
| Anno | Team          | 1   | 2   | 3   | 4   | 5   | 6   | 7   | 8   | 9   | 10  | 11  | 12  | 13  | 14  | 15  | 16  | 17  | 18  | Punti | Pos. |
| ---- | ------------- | --- | --- | --- | --- | --- | --- | --- | --- | --- | --- | --- | --- | --- | --- | --- | --- | --- | --- | ----- | ---- |
| 2022 | Campos Racing | BHR | BHR | IMO | IMO | CAT | CAT | SIL | SIL | RBR | RBR | HUN | HUN | SPA | SPA | ZAN | ZAN | MNZ | MNZ | 2     | 25º  |
| 2022 | Campos Racing | 28† | 13  | Rit | 15  | 13  | 20  | 20  | 23  | 13  | Rit | 14  | 29  | Rit | 22  | 19  | 14  | 9   | 26  | 2     | 25º  |
| 2023 | Campos Racing | BHR | BHR | MEL | MEL | MON | MON | CAT | CAT | RBR | RBR | SIL | SIL | HUN | HUN | SPA | SPA | MNZ | MNZ | 105   | 5º   |
| 2023 | Campos Racing | 1   | 6   | 13  | 9   | 1   | 9   | 8   | 1   | 6   | 9   | 10  | 3   | 21  | 6   | Rit | 9   | Rit | Rit | 105   | 5º   |

### Risultati Gran Premio di Macao
| Anno | Team          | Auto         | Qualifica | Gara |
| ---- | ------------- | ------------ | --------- | ---- |
| 2023 | Campos Racing | Dallara F319 | 8°        | 5°   |

### Risultati in Formula 2
(legenda) (Le gare in grassetto indicano la pole position) (Le gare in corsivo indicano Gpv)
| Stagione | Team          | 1   | 2   | 3   | 4   | 5   | 6   | 7   | 8   | 9   | 10  | 11  | 12  | 13  | 14  | 15  | 16  | 17  | 18  | 19  | 20  | 21  | 22  | 23  | 24  | 25  | 26  | 27  | 28  | Punti | Pos. |
| -------- | ------------- | --- | --- | --- | --- | --- | --- | --- | --- | --- | --- | --- | --- | --- | --- | --- | --- | --- | --- | --- | --- | --- | --- | --- | --- | --- | --- | --- | --- | ----- | ---- |
| 2024     | Campos Racing | BHR | BHR | JED | JED | ALB | ALB | IMO | IMO | MON | MON | CAT | CAT | RBR | RBR | SIL | SIL | HUN | HUN | SPA | SPA | MNZ | MNZ | BAK | BAK | LUS | LUS | YMC | YMC | 62    | 14°  |
| 2024     | Campos Racing | 3   | 2   | 7   | Rit | Rit | 13  | 16  | Rit | Rit | 14  | 11  | 10  | 2   | 15  | Rit | 10  | 17  | 12  | Rit | Rit | 4   | 12  | 19  | Rit | NP  | 17  | 1   | 6   | 62    | 14°  |
| 2025     | Campos Racing | ALB | ALB | BHR | BHR | JED | JED | IMO | IMO | MON | MON | CAT | CAT | RBR | RBR | SIL | SIL | SPA | SPA | HUN | HUN | MNZ | MNZ | BAK | BAK | LUS | LUS | YMC | YMC | 49*   |      |
| 2025     | Campos Racing | 8   | C   | 1   | 4   | 2   | 5   | 14  | 14  | Rit | Rit | 14  | 6   |     |     |     |     |     |     |     |     |     |     |     |     |     |     |     |     | 49*   |      |

* Stagione in corso.